# На перепутье
«На перепутье» (англ. Intersection) — американский художественный фильм 1994 года, экранизация произведения Поля Гимара. Ремейк французской киноленты 1970 года «Мелочи жизни».

## Сюжет
Сюжет являет собой продолжительный флешбэк о жизни человека, находящегося на краю гибели.
Винсент Истмен мчится горной дорогой в Канаду, но за одним из поворотов на его пути встречается тяжёлый грузовик с полуприцепом. За мгновения до катастрофы перед глазами Винсента пролетают события всей его жизни. Наиболее значимыми были отношения со своей женой Салли, его любовницей Оливией и дочкой Мэган. Как ни заботился Винсент о Салли, она оставалась холодной и безучастной, в то время как свободная духом Оливия обладает той жизненной страстью, которой так недостаёт Салли. Но Винсент не может бросить свою жену. Все вовлечённые стороны ощущают, что Винсент ранит Мэган тем, что не может определиться с выбором, а его друг Нил, партнёр по их общей архитекторской компании, предупреждает, что это неправильно — жить под двумя крышами одновременно.

## В ролях
| Актёр              | Роль           |
| ------------------ | -------------- |
| Ричард Гир         | Винсент Истмен |
| Шэрон Стоун        | Салли Истмен   |
| Лолита Давидович   | Оливия Маршак  |
| Мартин Ландау      | Нил            |
| Дженнифер Моррисон | Меган Истман   |
| Дэвид Селби        | Ричард Куорри  |

## Награды и номинации
Список наград и номинаций приведён в соответствии с данными IMDb.
| Премия         | Категория           | Имя                                       | Результат |
| -------------- | ------------------- | ----------------------------------------- | --------- |
| Золотая малина | Худшая женская роль | Шэрон Стоун (также за фильм «Специалист») | Победа    |